# 山田春城
山田 春城（やまだ の はるき）は、平安時代初期の貴族。姓は連。明法博士・山田白金の曾孫。官位は従五位下・大学助。字は連城。

## 経歴
山田氏（山田連）は中国系渡来氏族で、周の霊王の太子・晋の末裔とされる。
平安京の右京出身。曾祖父・山田白金は明法博士を務め、律令の解釈で通じていないところはなく、後世の法律は全て白金の解釈に基づいている、とされるほどの明法家であった。
弘仁15年（824年）大学に入学し、未成人であったが、講堂の後ろで晋書の聴講に参加したという。のちに、嵯峨上皇が皇子・源明を官吏登用試験に挑ませるために、大学生の学友を求めた際、春城はこれに応じ、春城と源明は同じ部屋で諸子百家を共に学んだという。のちに、勉学の資とするために、丹波権博士の官職を授けられた。承和9年（842年）嵯峨上皇が崩御し春城は悲嘆に暮れるが、春城の本業を遂げさせるために、仁明天皇は春城に校書殿に侍することを命じ、朝廷で保管している書籍を閲覧させると共に、日々の生活のために内蔵寮の物資を与えたという。備後少目・備中権少目を経て、承和12年（845年）対策に及第し、翌承和13年（846年）少外記に任ぜられる。
文徳朝に入り、仁寿元年（851年）の大嘗会にて外従五位下に叙せられる。仁寿2年（852年）駿河介に遙任で任ぜられるが、翌仁寿2年（853年）には敢えて希望して同国へ赴任する。ある時、阿気大神という新しい神を伊豆国から駿河国駿河郡に移し、新たに社を建てて祭祀を行ったが、しばらくすると禰宜や祝が奇異なことを言って国司や民衆を惑わすようになった。そこへ、春城が赴任するとすぐに禰宜や祝の誤りや偽りを糺したところ、それ以降は妖言が全く起こらなくなった。当初部下や民衆は春城の清察を嫌っていたが、このことがあって以降は受け入れるようになったという。
斉衡3年（856年）従五位下に昇叙。のち、勘解由次官・玄蕃頭を歴任、天安2年（858年）2月に病となり、病中に関わらず左京亮に転じて大学助を兼ねる。京職の業務は非常に繁雑であったが、病により業務をこなすことができずに左京亮を罷免され、同年6月20日卒去。享年49。最終官位は大学助従五位下。

## 人物
低い家格の出自であったが、心が広くゆったりした性格で、道理に背くことがなかった。小芸を好まず、物忌みや祟りといったことに拘らなかった。人となりが典型的な儒者であったという。

## 官歴
『六国史』による。
- 承和年間：丹波権博士
- 承和9年（842年） 日付不詳：備後少目
- 承和10年（843年） 春：備中権少目
- 承和12年（845年） 夏：対策及第
- 承和13年（846年） 2月11日：兼少外記[3]
- 時期不詳：正六位上
- 仁寿元年（851年） 11月26日：外従五位下
- 仁寿2年（852年） 正月15日：駿河介
- 斉衡3年（856年） 正月7日：従五位下（内位）
- 斉衡4年（857年） 2月16日：勘解由次官。12月9日：玄蕃頭
- 天安2年（858年） 2月18日：左京亮。3月19日：大学助。日付不詳：免左京亮。6月20日：卒去（大学助従五位下）